# 1920年アントワープオリンピックの陸上競技
1920年アントワープオリンピックの陸上競技（1920ねんアントワープオリンピックのりくじょうきょうぎ）は、1920年8月15日から8月23日までの競技日程で実施された。

## 概要
男子のみの29種目で争われた。

## 競技結果
| 種目                 | 金                                                                                               | 金         | 銀                                                                                                   | 銀         | 銅                                                                                               | 銅         |
| -------------------- | ------------------------------------------------------------------------------------------------ | ---------- | --- | ---------- | ------------------------------------------------------------------------------------------------ | ---------- |
| 100m                 | チャールズ・パドック アメリカ合衆国 (USA)                                                        | 10秒8      | モリス・カークシー アメリカ合衆国 (USA)                                                              | 10秒8      | ハリー・エドワード イギリス (GBR)                                                                | 11秒0      |
| 200m                 | アレン・ウッドリング アメリカ合衆国 (USA)                                                        | 22秒0      | チャールズ・パドック アメリカ合衆国 (USA)                                                            | 22秒1      | ハリー・エドワード イギリス (GBR)                                                                | 22秒2      |
| 400m                 | ベビル・ラッド 南アフリカ (RSA)                                                                  | 49秒6      | ガイ・バトラー イギリス (GBR)                                                                        | 49秒9      | ニルス・エングダール スウェーデン (SWE)                                                          | 50秒0      |
| 800m                 | アルバート・ヒル イギリス (GBR)                                                                  | 1分53秒4   | アール・エビー アメリカ合衆国 (USA)                                                                  | 1分53秒6   | ベビル・ラッド 南アフリカ (RSA)                                                                  | 1分54秒0   |
| 1500m                | アルバート・ヒル イギリス (GBR)                                                                  | 4分01秒8   | フィリップ・ノエル＝ベーカー イギリス (GBR)                                                          | 4分02秒4   | ローレンス・シールズ アメリカ合衆国 (USA)                                                        | 4分03秒1   |
| 5000m                | ジョゼフ・ギルモ フランス (FRA)                                                                  | 14分55秒6  | パーヴォ・ヌルミ フィンランド (FIN)                                                                  | 15分00秒0  | エリック・ベックマン スウェーデン (SWE)                                                          | 15分13秒0  |
| 10000m               | パーヴォ・ヌルミ フィンランド (FIN)                                                              | 31分45秒8  | ジョゼフ・ギルモ フランス (FRA)                                                                      | 31分47秒2  | ジェイムズ・ウィルソン イギリス (GBR)                                                            | 31分50秒8  |
| マラソン             | ハンネス・コーレマイネン フィンランド (FIN)                                                      | 2:32:35    | ユーリ・ロスマン エストニア (EST)                                                                    | 2:32:48    | ヴァレリオ・アリ イタリア (ITA)                                                                  | 2:36:32    |
| 110mハードル         | アール・トムソン カナダ (CAN)                                                                    | 14秒8      | ハロルド・バロン アメリカ合衆国 (USA)                                                                | 15秒1      | フレデリック・マレー アメリカ合衆国 (USA)                                                        | 15秒2      |
| 400mハードル         | フランク・ルーミス アメリカ合衆国 (USA)                                                          | 54秒0      | ジョン・ノートン アメリカ合衆国 (USA)                                                                | 54秒3      | オーガスト・デッシュ アメリカ合衆国 (USA)                                                        | 54秒5      |
| 3000m障害            | パーシー・ホッジ イギリス (GBR)                                                                  | 10分00秒4  | パトリック・フリン アメリカ合衆国 (USA)                                                              | 10分21秒1  | エルネスト・アンブロジーニ イタリア (ITA)                                                        | 10分32秒0  |
| 4 x 100mリレー       | アメリカ合衆国 チャールズ・パドック ジャクソン・ショルツ ローレン・マーチソン モリス・カークシー | 42秒2      | フランス ルネ・ロラン ルネ・ティラール ルネ・ムルロン エミール・アリ＝カーン                         | 42秒6      | スウェーデン アンネ・ホルストレム ヴィリアム・ペテション スヴェン・マルム ニルス・サンドストレム | 42秒9      |
| 4 x 400mリレー       | イギリス セシル・グリフィス ロバート・リンゼイ ジョン・エインズワース＝デービス ガイ・バトラー   | 3分22秒2   | 南アフリカ ハリー・ダフェル クラレンス・オールドフィールド ジャック・オーステルラーク ベビル・ラッド | 3分24秒2   | フランス ジョルジュ・アンドレ ガストン・フェリー モーリス・デルヴァール ジャン・デルヴォー       | 3分24秒8   |
| 3000m団体            | アメリカ合衆国 ホレイス・ブラウン アーリー・シャート イヴァン・ドレッサー                        | 10点       | イギリス チャールズ・ブリューイット アルバート・ヒル ウィリアム・シーグローブ                        | 20点       | スウェーデン エリック・ベックマン スヴェン・ラングレン エドヴィン・ヴィーデ                      | 24点       |
| 3km競歩              | ウーゴ・フリジェリオ イタリア (ITA)                                                              | 13分14秒2  | ジョージ・パーカー オーストラリア (AUS)                                                              | 13分19秒6  | リチャード・レマー アメリカ合衆国 (USA)                                                          | 13分22秒2  |
| 10km競歩             | ウーゴ・フリジェリオ イタリア (ITA)                                                              | 48分06秒2  | ジョセフ・ピアマン アメリカ合衆国 (USA)                                                              | 49分40秒2  | チャールズ・ガン イギリス (GBR)                                                                  | 49分43秒9  |
| 走幅跳               | ヴィリアム・ペテション スウェーデン (SWE)                                                        | 7m15cm     | カール・ジョンソン アメリカ合衆国 (USA)                                                              | 7m09cm     | エリック・アブラハムソン スウェーデン (SWE)                                                      | 7m08cm     |
| 三段跳               | ビルホ・ツーロス フィンランド (FIN)                                                              | 14m50cm    | フォルケ・ヤンソン スウェーデン (SWE)                                                                | 14m48cm    | エリック・アルムレーブ スウェーデン (SWE)                                                        | 14m27cm    |
| 走高跳               | リッチモンド・ランドン アメリカ合衆国 (USA)                                                      | 1m93cm     | ハロルド・ミュラー アメリカ合衆国 (USA)                                                              | 1m90cm     | ボー・エケルンド スウェーデン (SWE)                                                              | 1m90cm     |
| 棒高跳               | フランク・フォス アメリカ合衆国 (USA)                                                            | 4m09cm     | ヘンリー・ペテルセン デンマーク (DEN)                                                                | 3m70cm     | エドウィン・マイヤーズ アメリカ合衆国 (USA)                                                      | 3m60cm     |
| 砲丸投               | ビレ・ペルヘレ フィンランド (FIN)                                                                | 14m81cm    | エルマー・ニクランダー フィンランド (FIN)                                                            | 14m15cm    | ハリー・リヴァセッジ アメリカ合衆国 (USA)                                                        | 14m15cm    |
| 円盤投               | エルマー・ニクランダー フィンランド (FIN)                                                        | 44m68cm    | アルマス・タイパレ フィンランド (FIN)                                                                | 44m19cm    | ガス・ポープ アメリカ合衆国 (USA)                                                                | 42m13cm    |
| ハンマー投           | パトリック・ライアン アメリカ合衆国 (USA)                                                        | 52m87cm    | カール・ヨハン・リンド スウェーデン (SWE)                                                            | 48m43cm    | バジル・ベネット アメリカ合衆国 (USA)                                                            | 48m25cm    |
| やり投               | ヨニ・ミューラ フィンランド (FIN)                                                                | 65m78cm    | ウルホ・ペルトネン フィンランド (FIN)                                                                | 63m50cm    | ペッカ・ヨハンソン フィンランド (FIN)                                                            | 63m09cm    |
| 重錘投               | パトリック・マクドナルド アメリカ合衆国 (USA)                                                    | 11m26cm    | パトリック・ライアン アメリカ合衆国 (USA)                                                            | 10m96cm    | カール・ヨハン・リンド スウェーデン (SWE)                                                        | 10m25cm    |
| 五種競技             | エーロ・レートネン フィンランド (FIN)                                                            | 14点       | エベレット・ブラッドリー アメリカ合衆国 (USA)                                                        | 24点       | フーゴ・ラーティネン フィンランド (FIN)                                                          | 26点       |
| 十種競技             | ヘルゲ・ラヴランド ノルウェー (NOR)                                                              | 6804.355点 | ブルータス・ハミルトン アメリカ合衆国 (USA)                                                          | 6771.085点 | ベッティル・オールソン スウェーデン (SWE)                                                        | 6580.030点 |
| クロスカントリー個人 | パーヴォ・ヌルミ フィンランド (FIN)                                                              | 27分15秒0  | エリック・ベックマン スウェーデン (SWE)                                                              | 27分15秒6  | ヘイッキ・リーマタイネン フィンランド (FIN)                                                      | 27分37秒0  |
| クロスカントリー団体 | フィンランド パーヴォ・ヌルミ ヘイッキ・リーマタイネン テオドル・コスケンニエミ                  | 10点       | イギリス ジェイムズ・ウィルソン フランク・ヘガティ アルフレッド・ニコルス                            | 21点       | スウェーデン エリック・ベックマン グスタフ・マットソン ヒルディング・エクマン                    | 23点       |

## 各国メダル数
| 順 | 国・地域             | 金 | 銀 | 銅 | 計 |
| -- | -------------------- | -- | -- | -- | -- |
| 1  | アメリカ合衆国 (USA) | 9  | 12 | 8  | 29 |
| 2  | フィンランド (FIN)   | 9  | 4  | 3  | 16 |
| 3  | イギリス (GBR)       | 4  | 4  | 4  | 12 |
| 4  | イタリア (ITA)       | 2  | 0  | 2  | 4  |
| 5  | スウェーデン (SWE)   | 1  | 3  | 10 | 14 |
| 6  | フランス (FRA)       | 1  | 2  | 1  | 4  |
| 7  | 南アフリカ (RSA)     | 1  | 1  | 1  | 3  |
| 8  | カナダ (CAN)         | 1  | 0  | 0  | 1  |
| 8  | ノルウェー (NOR)     | 1  | 0  | 0  | 1  |
| 10 | オーストラリア (AUS) | 0  | 1  | 0  | 1  |
| 10 | デンマーク (DEN)     | 0  | 1  | 0  | 1  |
| 10 | エストニア (EST)     | 0  | 1  | 0  | 1  |